# DraftSight
DraftSight е CAD-софтуерно приложение със затворен код за двуизмерно и триизмерно проектиране и чертане. Разработва се и се продава от компанията Dassault Systèmes. Излиза за пръв път през 2011 г.
Единичната инсталационна версия на софтуера е безплатна, изискваща регистрация и активация, валидна 30 дни, докато професионалната и корпоративната му версия са платени, предлагащи съответно повече възможности и екстри.
DraftSight прилича много на AutoCAD и поддържа файловите формати DWG и DXF, без значение от техния произход. Софтуерът работи под операционната система Microsoft Windows 32-bit или 64-bit, както и под Mac OS. До 2019, съществуваха безплатни версии за ГНУ/Линукс (инсталационен формат на Debian/Ubuntu и на Red Hat Linux/Fedora).